# Flotta del Pei-yang
La flotta del Pei-yang (zh. 北洋艦隊T, 北洋舰队S, Běiyáng JiànduìP, Pei-yang Chien-tuiW, lett. "Flotta dell'Oceano Settentrionale/dei Mari del Nord"), nota anche come Squadra del Nord, fu una delle forze navali della Cina di fine XIX secolo, regnante la dinastia Qing (1636–1912).
Al quel tempo, l'Impero cinese non aveva un esercito ed una marina unificati ma una serie di forze a livello locale più o meno organizzate. La flotta del Pei-yang era il complemento del Corpo d'armata del Pei-yang e, tra le quattro flotte imperiali, fu particolarmente sponsorizzata da Li Hongzhang, uno dei vassalli più fidati dell'imperatrice vedova Cixi e il principale promotore, nella Cina del Nord, del Movimento di autorafforzamento nella sua veste di viceré di Zhili e Ministro del Commercio del Pei-yang. A causa dell'influenza di Li nella corte imperiale, la flotta del Pei-yang raccolse risorse molto maggiori rispetto alle altre flotte cinesi e, alla fine degli anni 1880, era la flotta più grande dell'Asia e l'ottava al mondo in termini di stazza. Ciò nonostante, fu praticamente distrutta nella battaglia del fiume Yalu (1894) durante la Prima guerra sino-giapponese (1894–1895). Dopo la guerra, le navi catturate dai giapponesi, tra cui l'ammiraglia Zhenyuan, furono immesse in servizio nella Marina imperiale e la Zhenyuan partecipò così, sotto il nome di Chin'en, alla battaglia di Port Arthur che scatenò la guerra russo-giapponese (1904–1905).

## Storia
La creazione della Flotta del Pei-yang risale al 1871, quando quattro navi dalle province meridionali furono spostate a nord per pattugliare le acque settentrionali.
Erano anni molto particolari nella storia della marineria sinica. Dopo l'intervento sul suolo cinese delle potenze europee durante la Prima (1839–1842) e la Seconda guerra dell'oppio (1856–1860), durante le quali le cannoniere e le flotte alimentate a vapore avevano rapidamente ridotto a mal partito le tradizionali giunche da guerra del Celeste impero, la Marina imperiale cinese della dinastia Qing (1636–1912)  avvio prima una massiccia riorganizzazione dei suoi vessilli e poi (anni 1880) un'intensa attività cantieristica.

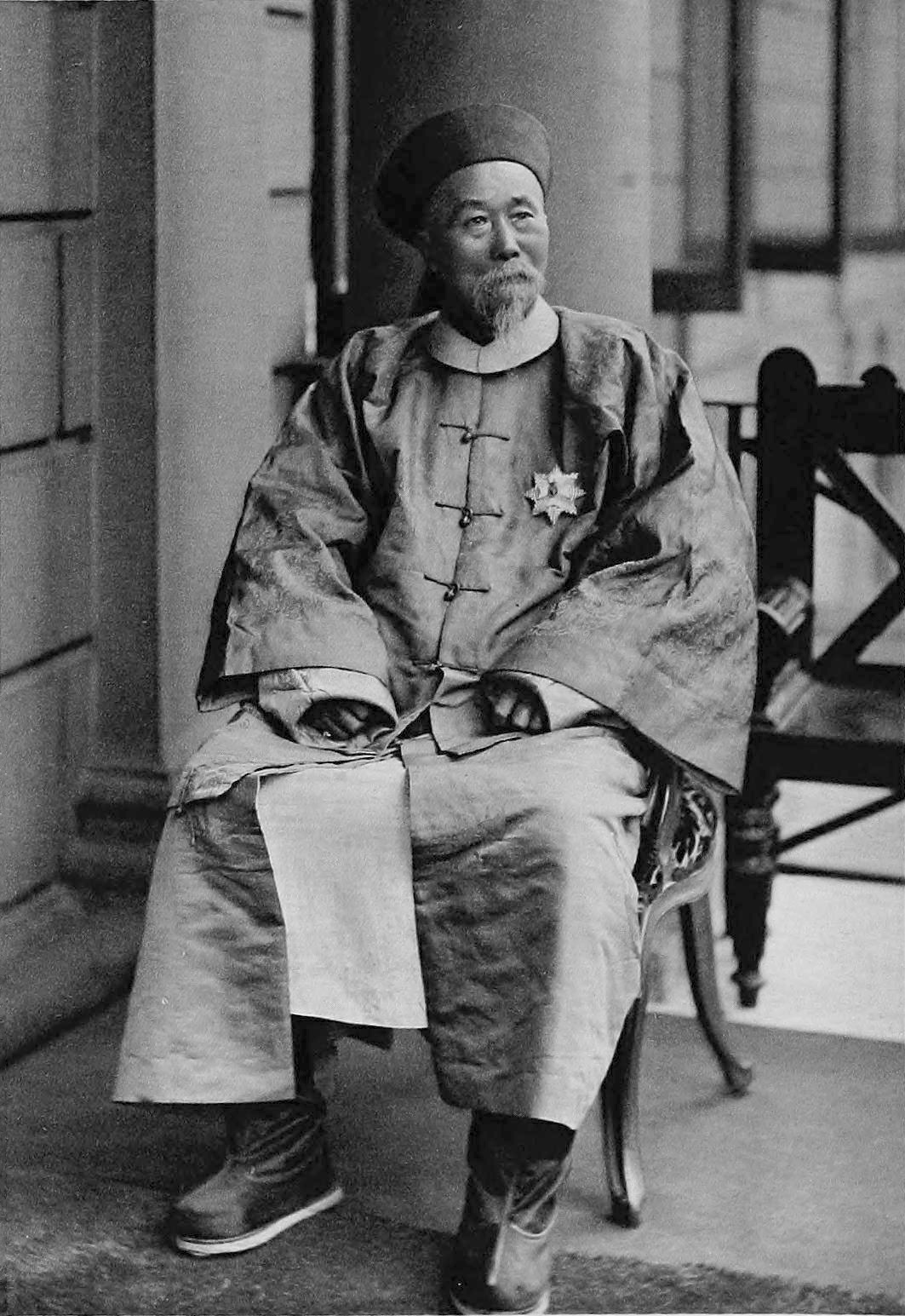
Li Hongzhang, viceré di Zhili e creatore/comandante della Flotta del Pei-yang.

La Pei-yang fu inizialmente considerata la più debole delle quattro flotte regionali cinesi. La situazione cambiò quando Li Hongzhang, viceré di Zhili, Ministro del Commercio del Pei-yang e principale promotore, nella Cina del Nord, del Movimento di autorafforzamento, assegnò la maggior parte dei fondi navali alla flotta del Pei-yang. Nel 1884, alla vigilia della Guerra sino-francese, la flotta del Pei-yang era già la seconda flotta imperiale per dimensioni e stava gradualmente colmando il divario con la Flotta del Nanyang, di base a Shanghai, detentrice del primato. Entro il 1890, la Flotta del Pei-yang era la più grande delle quattro flotte imperiali.
A differenza delle altre flotte Qing, la Pei-yang era composta principalmente da corazzate importate dalla Germania e dalla Gran Bretagna. Quando le ammiraglie Dingyuan (定遠) e Zhenyuan (鎮遠), corazzate con torrette cannoniere, furono acquistate dai prussiani, la superiorità in termini di forza della flotta del Pei-yang divenne evidente, essendo allora la Germania la potenza militare mondiale emergente, ormai in grado di rivaleggiare con la flotta (e la cantieristica) dell'Impero britannico.
Oltre alle navi, la Pei-yang importò anche consulenti dall'Occidente. Anzitutto il capitano William Lang, un ufficiale della Royal Navy reclutato da Hart e Li Hongzhi nel 1882 per consigliare i cinesi in questioni navali. Altri ufficiali stranieri assunti inclusero:
- Constantin von Hanneken, un esperto d'addestramento all'artiglieria tedesco, era il consigliere straniero di più alto grado all'interno della flotta e progettò anche le difese costiere di Weihaiwei e Port Arthur, fu nominato co-ammiraglio della flotta insieme a Ding Ruchang;
- William Ferdinand Tyler, ex sottotenente della riserva della Royal Navy e funzionario del servizio doganale marittimo imperiale, inizialmente consigliere, dopo il suo servizio volontario fu nominato co-capitano della Dingyuan;
- Philo Norton McGiffin, un americano laureato alla U.S.N.A., si offrì volontario per il servizio in Cina nel 1885 come consigliere. Inizialmente istruttore presso l'Accademia navale di Tianjin fu nominato sovrintendente della nuova accademia navale di Weihaiwei nel 1890 durante la prima guerra sino-giapponese fu nominato co-capitano della Zhenyuan.

La marina imperiale Qing, al suo apice, era composta da 78 navi, con una stazza totale di 83.900 tonnellate. Tuttavia, la costruzione di nuove navi si interruppe quasi completamente al volgere degli anni 1880 a causa delle elevate spese della dinastia Qing in altri campi.
Fedele vassallo dell'imperatrice vedova Cixi (r. 1861–1872, 1875–1889 e 1898–1908), Li Hongzhang aveva avuto mano libera nel fare della Pei-yang la flotta più potente della Cina e, stando ad alcuni, dell'intera Asia orientale. Poco prima del termine della sua seconda reggenza, nel 1889, Cixi s'era premurata di scrivere ordini espliciti che la marina doveva continuare a svilupparsi ed espandersi gradualmente. Tuttavia, dopo il ritiro di Cixi, lo sviluppo navale e militare s'interruppe drasticamente. Una certa corrente storiografica ha indicato in Cixi, rea presunta dell'indebita appropriazione d'ingenti fondi della marina (12 milioni di dollari!) per ristrutturare e riparare il Nuovo Palazzo d'Estate e costruirvi una barca in marmo nel quinquennio 1889–1894. Ricerche approfondite cinesi hanno però confermato che l'imperatrice-vedova non fu la causa del declino della marina cinese, dovuto, in realtà, alla mancanza d'interesse dell'imperatore Qing Guangxu (r. 1875–1908), nello sviluppo e nel mantenimento delle sue forze armate in generale. Il fidato consigliere imperiale, il Gran Tutore Weng Tonghe, consigliò infatti a Guangxu di tagliare tutti i fondi alla marina e all'esercito, minimizzando all'estremo la minaccia del Giappone Meiji paventata da altri, mentre lo stesso Guangxu aveva preferito dedicarsi alla gestione dei diversi disastri naturali che nei primi anni 1890 avevano afflitto la Cina.
Prima del 1888, il budget della flotta del Pei-yang era di due milioni di tael ma nel 1888 la flotta fu formalmente subordinata allo Yamen della Marina (equivalente Qing di un ministero navale) ed il budget si ridusse a 1,3 milioni di tael e nel 1891 il Ministero delle entrate sconsigliò l'acquisto di grossi cannoni per la marina e favorì la riduzione del personale navale, rendendo estremamente difficile qualsiasi sforzo di ammodernamento o anche di manutenzione e fece sì che molte delle navi cinesi fossero in uno stato di rovina e certamente non modernizzate quando entrarono in azione durante la Prima guerra sino-giapponese: lo sfacelo era tale che quando la Dingyuan sparò con i suoi cannoni da 10 pollici all'inizio della battaglia del Mar Giallo, il suo ponte volante si ribaltò scaraventando per aria gli ammiragli Ding e Tyler. A causa della mancanza di fondi, l'addestramento della flotta e del personale s'era fermato, cosa che contribuì alla sua disastrosa sconfitta nella battaglia del fiume Yalu (1894) contro i nipponici.
Dopo la guerra furono fatti piccoli tentativi di ricostruire la flotta ma la Pei-yang non riuscì mai a riacquistare il suo precedente potere. Dal 1896 al 1899, la flotta ricevette nuove navi dalla Germania e dal Regno Unito, inclusi gli incrociatori di classe Hai Qi Hai Qi e Hai Tien che arrivarono a Dagū, dove entrarono a far parte della Pei-yang appena riorganizzata causa Ribellione dei Boxer.
Nel 1909 le flotte del Pei-yang e del Nanyang furono unite e riorganizzate nella flotta marittima e nella flotta fluviale.

## Logistica

### Ufficiali

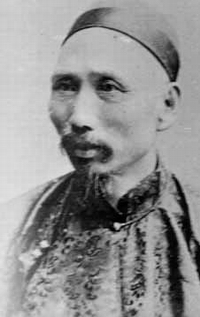
L'ammiraglio Ding Ruchang.

L'accademia di Fuzhou, fondata nel 1866 presso l'arsenale di Fuzhou produsse molti degli ufficiali di marina che Li Hongzhang assunse per la Flotta del Pei-yang ma non tutti: detto istituto, infatti, dovette fornire ufficiali anche alle altre tre flotte della Marina imperiale e con un totale di 630 cadetti diplomati in 14 anni ciò risultava impossibile. Li fondò pertanto il collegio navale Pei-yang nel 1880 che produsse 300 cadetti nello stesso lasso di tempo, senza però togliere il primato di Fuzhou quale principale istituto per la fornitura di diplomati. Le due accademie fornivano però solo un addestramento navale di base e generale, insufficiente per una flotta moderna. Trentacinque cadetti cinesi furono pertanto mandati a studiare al Royal Naval College di Greenwich, alla Royal Artillery Academy di Woolwich e a svolgere praticantati nella Royal Navy. Al ritorno in patria, questi studenti furono nominati capitani.
Il comando supremo della Flotta del Pei-yang andò a Ding Ruchang, un ufficiale dell'esercito privo di qualsiasi formazione marinaresca, premiato in ragione del suo coraggio e delle sue capacità come ufficiale terrestri, che scelse la Dingyuan come sua ammiraglia. William Lang fu pertanto nominato da Li Hongzhang ispettore-capo della Flotta del Pei-yang nel 1882, per garantirne lo standard di qualità, e poi riconfermato. Nel 1885, tuttavia, Lang si dimise in seguito al c.d. "Incidente dell'alzabandiera": gli ufficiali della Pei-yang si rifiutarono d'issare la bandiera dell'ammiraglio causa l'assenza fisica di Ding Ruchang e quando Lang, risentito di ciò, si vide negato il sostegno di Li Hongzhang, risolse irosamente di dimettersi dall'incarico.

### Basi navali

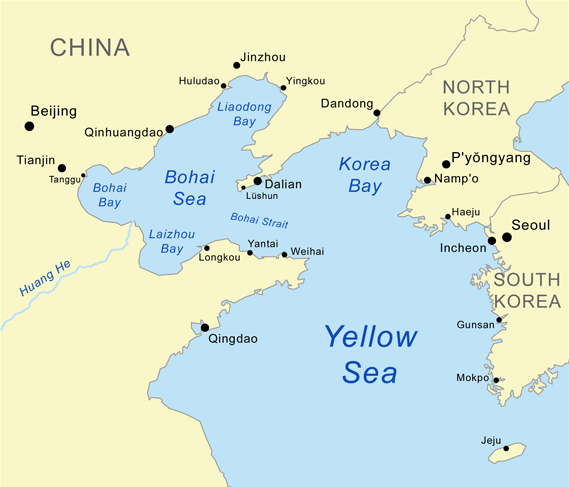
Il Mare di Bohai e le sue tre baie: Bohai, Laizhou e Liaodong.

Era necessario che una flotta moderna possedesse arsenali fortificati e basi per la manutenzione e la riparazione delle proprie navi, così Li Hongzhang si sforzò di creare il supporto necessario alla sua flotta. Il compito della flotta del Pei-yang era la protezione delle acque costiere tra la foce del fiume Yalu e la baia di Jiaozhou, un ampio e importante tratto di costa che proteggeva la baia di Bohai, la propaggine più interna del Mare di Bohai, e quindi gli approdi del Tianjin e della capitale imperiale, Pechino. Pertanto, Li decise di fortificare i porti di Lüshunkou, Weihaiwei e Tianjin per formare un triangolo corazzato all'interno della baia.
Tientsin/Dagu
Questo porto alla foce del fiume Hai, strategicamente rilevante perché a diretto servizio della capitale Pechino, fu scelto come quartier generale della flotta del Pei-yang. La base ospitò anche i cantieri navali Dagu, l'Arsenale di Tianjin, il Collegio navale di Tianjin, l'Accademia militare di Pei-yang. La base di Tianjin ospitava l'ufficio telegrafico, fungendo quindi da snodo delle comunicazioni della flotta, oltre all'accademia navale, ad una scuola di medicina e l'ospedale per il personale navale. Anche i distaccamenti siluri e minerari avevano il loro quartier generale nella base.
Weihaiwei

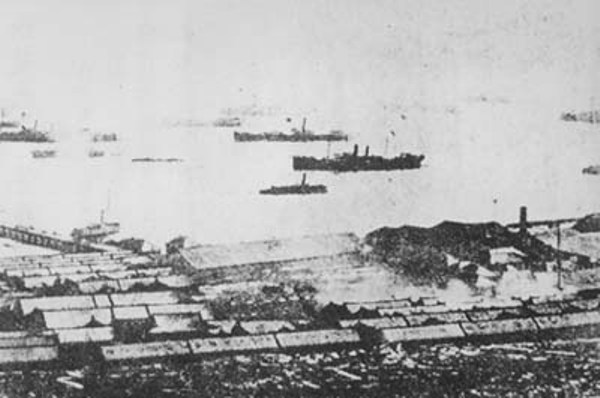
La flotta del Pei-yang all'ancora a Weihaiwei.

Questa città all'estremità nord-orientale della penisola di Shandong custodiva l'ingresso meridionale della baia di Bohai. Il porto di Weihai era sorvegliato dall'isola di Liugong e aveva acque profonde eccellenti per l'ancoraggio di grandi navi da guerra. La base navale fu fondata solo nel 1887 causa il budget limitato della flotta. Il porto fu fortificato con la costruzione di un arsenale che includeva anche una fabbrica di siluri e altre strutture: deposito di munizioni e impianti di carbone.
Lüshunkou
Questa base all'estremità sud-orientale della penisola di Liaodong sorvegliava l'ingresso settentrionale della baia di Bohai. La costruzione ivi di una base militare fu prioritaria e un sindacato francese realizzò la maggior parte delle strutture. L'erigenda durò dal 1880 al 1890 e costò circa tre milioni di tael. Il porto ospitava anche strutture minerarie e lanciasiluri nonché l'unico cantiere navale per la riparazione delle corazzate classe Dingyuan. La sua posizione isolata rendevano però Lüshunkou un sito non ideale per un impianto di tale importanza. Il budget limitato della flotta costrinsero però Li a scegliere Lüshunkou perché l'installazione presso la più consona Qingdao sarebbe stata troppo costosa. Il ruolo cardine di Lüshunkou era ribadito dal fatto che il regolamento della Pei-yang imponeva agli ufficiali di passarvi almeno la metà dell'anno.

### Navi

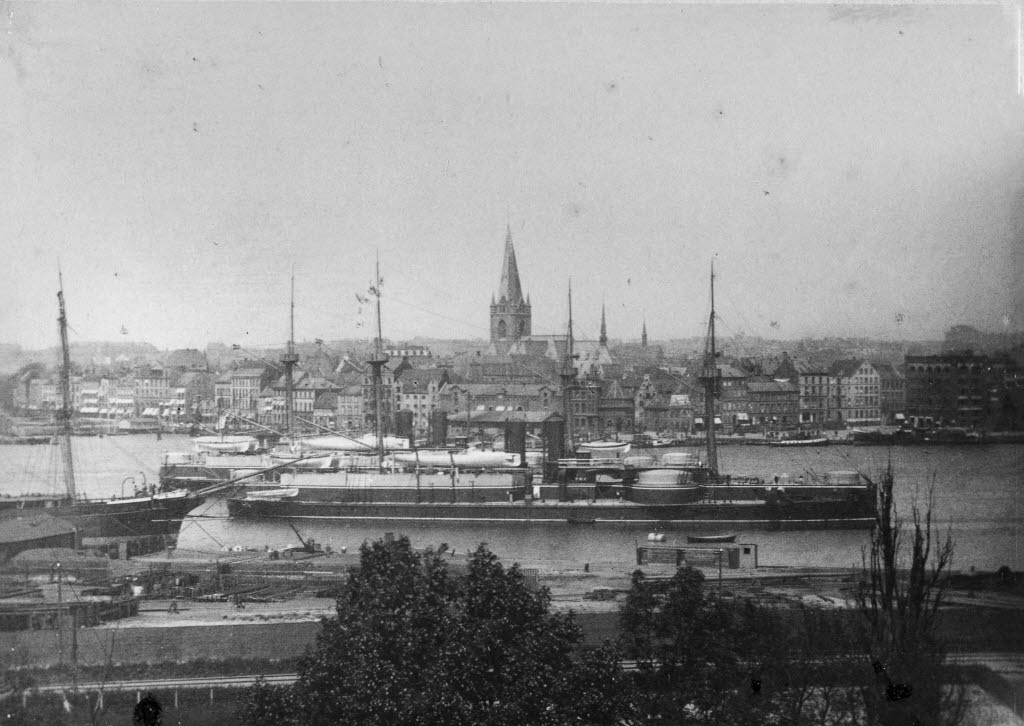
Le corazzate Zhenyuan e Dingyuan in Germania, prima della loro partenza per la Cina.

Nel 1894, alla vigilia della guerra con il Giappone, la flotta del Pei-yang era in teoria la più potente dell'Asia. Era solo una delle quattro flotte della Marina imperiale cinese ma in numero eguagliava, da solo, l'intera flotta della Marina imperiale giapponese. L'orgoglio della Pei-yang erano le corazzate con torretta cannoniere di costruzione tedesca Dingyuan e Zhenyuan, realizzate nei cantieri Vulcan di Stettino.

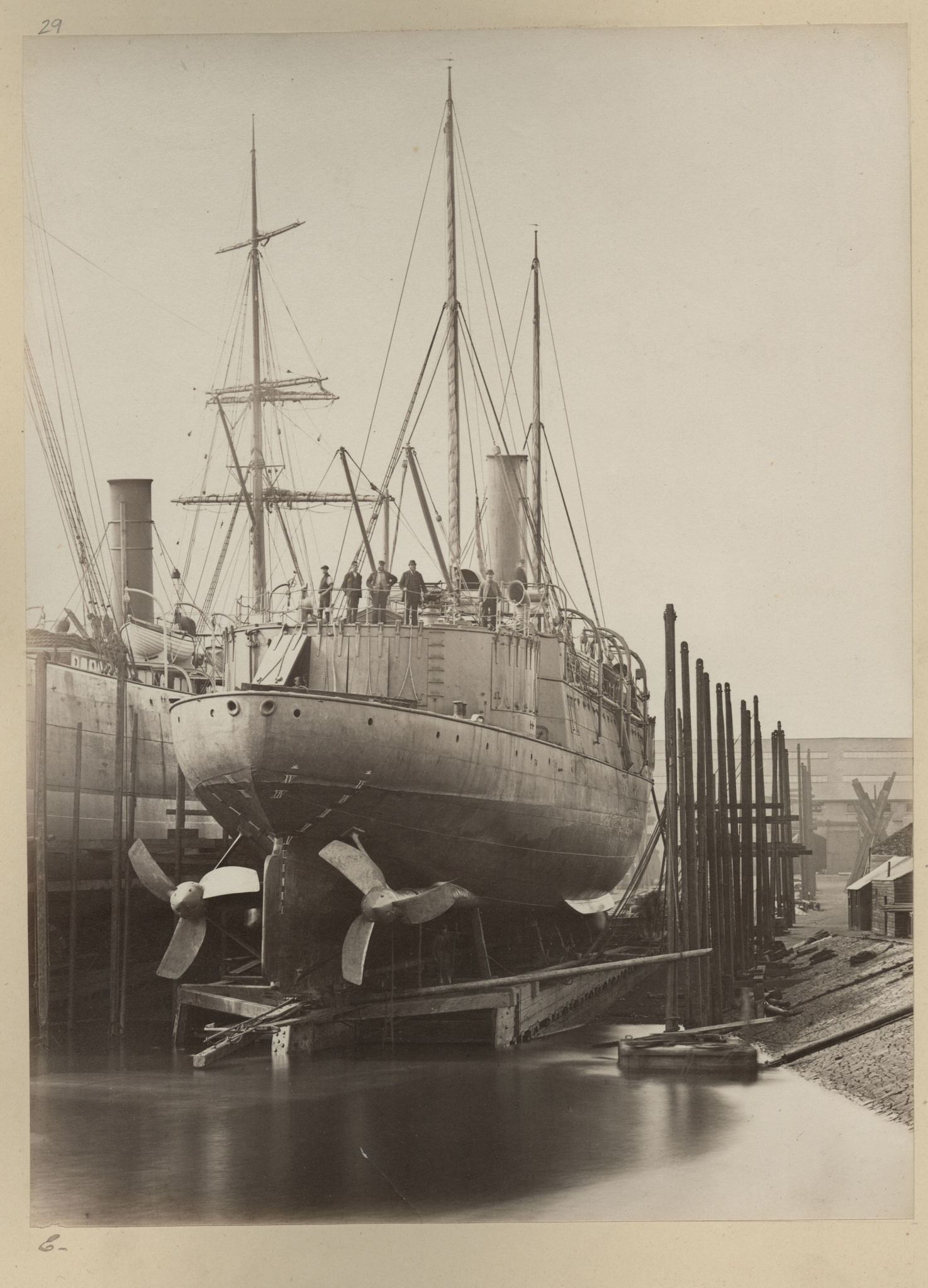
L'incrociatore Yangwei in costruzione nei cantieri di Elswick della Sir W G Armstrong Whitworth & Co Ltd.

Tra il 1881 e il 1889 la Pei-yang acquisì inoltre uno squadrone di otto incrociatori protetti, per la maggior parte costruiti in Gran Bretagna o Germania. Gli incrociatori Chaoyong (超勇) e Yangwei (揚威), che si unirono alla flotta nel 1881 e che Li Hongzhang tenne prudentemente lontano dalle battaglie della Guerra sino-francese, furono prodotti nei cantieri Laird di Birkenhead. Tre incrociatori di costruzione tedesca, Jiyuan (inizialmente progettato come una corazzata classe Dingyuan ma poi ridimensionato), Jingyuan (romanizzato Kingyuan/King Yuen, 經遠, per distinguerlo da un incrociatore britannico il cui nome era pronunciato in modo identico) e Laiyuan (來遠), furono completati nel 1887 nei già citati cantieri Vulcan. Un'altra coppia d'incrociatori, Chingyuan (靖遠) e Zhiyuan (致遠), furono costruiti nel cantiere di Elswick della Sir W G Armstrong Whitworth & Co Ltd nel 1887: si trattava d'una coppia di "Elswick Cruiser", navi veloci (25 nodi) e pesantemente armate ma destinate alla sola esportazione dato che l'Ammiragliato della Royal Navy li aveva scartati considerandoli «deboli nella struttura», valutazione rivelatasi corretta dato che entrambe le navi furono perse nella Prima guerra sino-giapponese (tanto quanto gli Elswick Cruiser Yoshino e Takasago dei giapponesi persi durante la Guerra russo-giapponese).
 In ultimo, nel 1889, arrivò l'incrociatore corazzato Pingyuan (già Longwei 龍威 Lung-wei) costruito nel cantiere di Foochow Navy Yard originariamente.
La Pei-yang comprendeva anche sei cannoniere (in acciaio ma non corazzate) di costruzione britannica, consegnate nel 1879. Le navi, con specifiche identiche, erano chiamate Zhenbei ("Guardia del nord"), Zhendong ("Guardia dell'est"), Zhennan ("Guardia del sud"), Zhenxi ("Guarda l'ovest"), Zhenbian ("Guarda la frontiera") e Zhenzhong ("Guarda l'interno"). Le prime quattro dovevano originariamente essere assegnate alla flotta del Nanyang ma Li Hongzhang rimase così colpito dalla loro qualità che le prese per la Pei-yang, compensando, se così si può dire, la Nanyang con quattro vecchie cannoniere dismesse dal servizio nel 1876!
Completavano la forza della Pei-yang una serie di torpediniere. I numeri esatti sono incerti, perché non sono state elencate sistematicamente, ma si conoscono alcuni dettagli: es. nel 1883 nel cantiere Vulcan furono costruite quattro torpediniere da 16 t come supporto operativo delle Dingyuan e Zhenyuan; conosciute rispettivamente come Dingyuan N. 1 e N. 2 e Zhenyuan N. 1 e N. 2, furono trattenute in porto dai tedeschi durante la Guerra sino-francese insieme alle navi madre, unendosi alla flotta cinese solo nell'ottobre 1885.
La flotta del Pei-yang adottò lo stesso schema di verniciatura nero, bianco e color cuoio utilizzato all'epoca dalla Royal Navy, ridipingendo le sue navi ad un certo punto nel 1888.
Le navi erano tutte di costruzione europea, alcune anche di tonnellaggio consistente.
Corazzate
| Nome                                                      | Tipo           | Costruzione               | Specifiche                                                                               |
| --------------------------------------------------------- | -------------- | ------------------------- | ---------------------------------------------------------------------------------------- |
| 定遠T, DingyuanP, Ting-yuenW, lett. "Pace eterna"         | Nave corazzata | 1882, AG Vulcan, Stettino | 7,430 t, 14.5 nd, 4 cannoni da 12 in, 2 cannoni da 5.9 in, 3 tubi lancia siluro da 14 in |
| 鎮遠T, ZhenyuanP, Chen-yuenW, lett. "Colpisce da lontano" | Nave corazzata | 1882, AG Vulcan, Stettino | 7,430 t, 14.5 nd, 4 cannoni da 12 in, 2 cannoni da 5.9 in, 3 tubi lancia siluro da 14 in |

Incrociatori
| Nome                                                       | Tipo                   | Costruzione                         | Specifiche                                                                               |
| ---------------------------------------------------------- | ---------------------- | ----------------------------------- | ---------------------------------------------------------------------------------------- |
| 超勇T, ChaoyongP, Ch'ao-yungW, lett. "Valorosa"            | Incrociatore           | 1881, Laird, Birkenhead             | 1,350 t, 15 nd, 2 cannoni da 10 in, 4 cannoni da 4.7 in, 2 tubi lancia siluro da 15 in   |
| 揚威T, YangweiP, Yang-weiW, lett. "Dimostrazione di forza" | Incrociatore           | 1881, Laird, Birkenhead             | 1,350 t, 15 nd, 2 cannoni da 10 in, 4 cannoni da 4.7 in, 2 tubi lancia siluro da 15 in   |
| 濟遠T, JiyuanP, Chi-yuenW                                  | Incrociatore protetto  | 1884, AG Vulcan, Stettino           | 2,440 t, 15 nd, 2 cannoni da 8 in, 1 cannone da 5.9 in, 4 tubi lancia siluro da 15 in    |
| 經遠T, JingyuanP, Ching-yuenW                              | Incrociatore protetto  | 1887, AG Vulcan, Stettino           | 2,900 t, 16 nd, 2 cannoni da 8.3 in, 2 cannoni da 5.9 in, 4 tubi lancia siluro da 18 in  |
| 來遠T, LaiyuanP, Lai-yuenW                                 | Incrociatore protetto  | 1887, AG Vulcan, Stettino           | 2,900 t, 16 nd, 2 cannoni da 8.3 in, 2 cannoni da 5.9 in, 4 tubi lancia siluro da 18 in  |
| 致遠T, ZhiyuanP, Chih-yuenW                                | Incrociatore protetto  | 1887, Armstrong & Co. Ltd., Elswick | 2,355 t, 18 nd, 3 cannoni da 8.2 in, 2 cannoni da 5.9 in, 4 tubi lancia siluro da 18 in  |
| 靖遠T, JingyuanP, Ching-yuenW                              | Incrociatore protetto  | 1887, Armstrong & Co. Ltd., Elswick | 2,355 t, 18 nd, 3 cannoni da 8.2 in, 2 cannoni da 5.9 in, 4 tubi lancia siluro da 18 in  |
| 平遠T, PingyuanP, P'ing-yuenW                              | Incrociatore corazzato | 1889, Foochow Navy Yard             | 2,150 t, 10.5 nd, 1 cannone da 10 in, 2 cannoni da 5.9 in, 4 tubi lancia siluro da 18 in |

Cannoniere
| Nome                                                          | Tipo       | Costruzione             | Specifiche                                                     |
| ------------------------------------------------------------- | ---------- | ----------------------- | -------------------------------------------------------------- |
| 鎮北T, ZhenbeiP, Chen-peiW, lett. "Guardia del nord"          | Cannoniera | 1879, Laird, Birkenhead | 440 t, 10 nd, 1 cannone Armstrong da 35 t, 2 cannoni da 22 pdr |
| 鎮邊T, ZhenbianP, Chen-pienW, lett. "Guardia della frontiera" | Cannoniera | 1879, Laird, Birkenhead | 440 t, 10 nd, 1 cannone Armstrong da 35 t, 2 cannoni da 22 pdr |
| 鎮東T, ZhendongP, Chen-tungW, lett. "Guardia dell'est"        | Cannoniera | 1879, Laird, Birkenhead | 440 t, 10 nd, 1 cannone Armstrong da 35 t, 2 cannoni da 22 pdr |
| 鎮南T, ZhennanP, Chen-nanW, lett. "Guardia del sud"           | Cannoniera | 1879, Laird, Birkenhead | 440 t, 10 nd, 1 cannone Armstrong da 35 t, 2 cannoni da 22 pdr |
| 鎮西T, ZhenxiP, Chen-hsiW, lett. "Guardia dell'ovest"         | Cannoniera | 1879, Laird, Birkenhead | 440 t, 10 nd, 1 cannone Armstrong da 35 t, 2 cannoni da 22 pdr |
| 鎮中T, ZhenzhongP, Chen-chungW, lett. "Guardia dell'interno"  | Cannoniera | 1879, Laird, Birkenhead | 440 t, 10 nd, 1 cannone Armstrong da 35 t, 2 cannoni da 22 pdr |

Torpediniere
| Nome                                                                  | Tipo         | Costruzione               | Specifiche                            |
| --------------------------------------------------------------------- | ------------ | ------------------------- | ------------------------------------- |
| 定遠一號T, Dingyuan yihaoP, Ting-yuen i-haoW, lett. "Dingyuan n. 1"   | Torpediniere | 1883, AG Vulcan, Stettino | 15.7 t, 2 tubi lancia siluro da 14 in |
| 定遠二號T, Dingyuan erhaoP, Ting-yuen erh-haoW, lett. "Dingyuan n. 2" | Torpediniere | 1883, AG Vulcan, Stettino | 15.7 t, 2 tubi lancia siluro da 14 in |
| 鎮遠一號T, Zhenyuan yihaoP, Chen-yuen i-haoW, lett. "Zhenyuan n. 1"   | Torpediniere | 1883, AG Vulcan, Stettino | 15.7 t, 2 tubi lancia siluro da 14 in |
| 鎮遠二號T, Zhenyuan erhaoP, Chen-yuen erh-haoW, lett. "Zhenyuan n. 2" | Torpediniere | 1883, AG Vulcan, Stettino | 15.7 t, 2 tubi lancia siluro da 14 in |

Altre torpediniere
- 左隊一號T, lett. "Flotta di sinistra n. 1"
- 左隊二號T, lett. "Flotta di sinistra n. 2"
- 左隊三號T, lett. "Flotta di sinistra n. 3"
- 右隊一號T, lett. "Flotta di destra n. 1"
- 右隊二號T, lett. "Flotta di destra n. 2"
- 右隊三號T, lett. "Flotta di destra n. 3"
- 福龍T, FulongP
- 捷順T

Navi-scuola
- 康濟T, KangjiP
- 威遠T, WeiyuanP
- 敏捷T

Navi ausiliarie
- 泰安T
- 鎮海T, ZhenhaiP
- 操江T, CaojiangP
- 湄云T

Trasporti
- 利運"T, LiyunP

Le navi della Flotta del Pei-yang
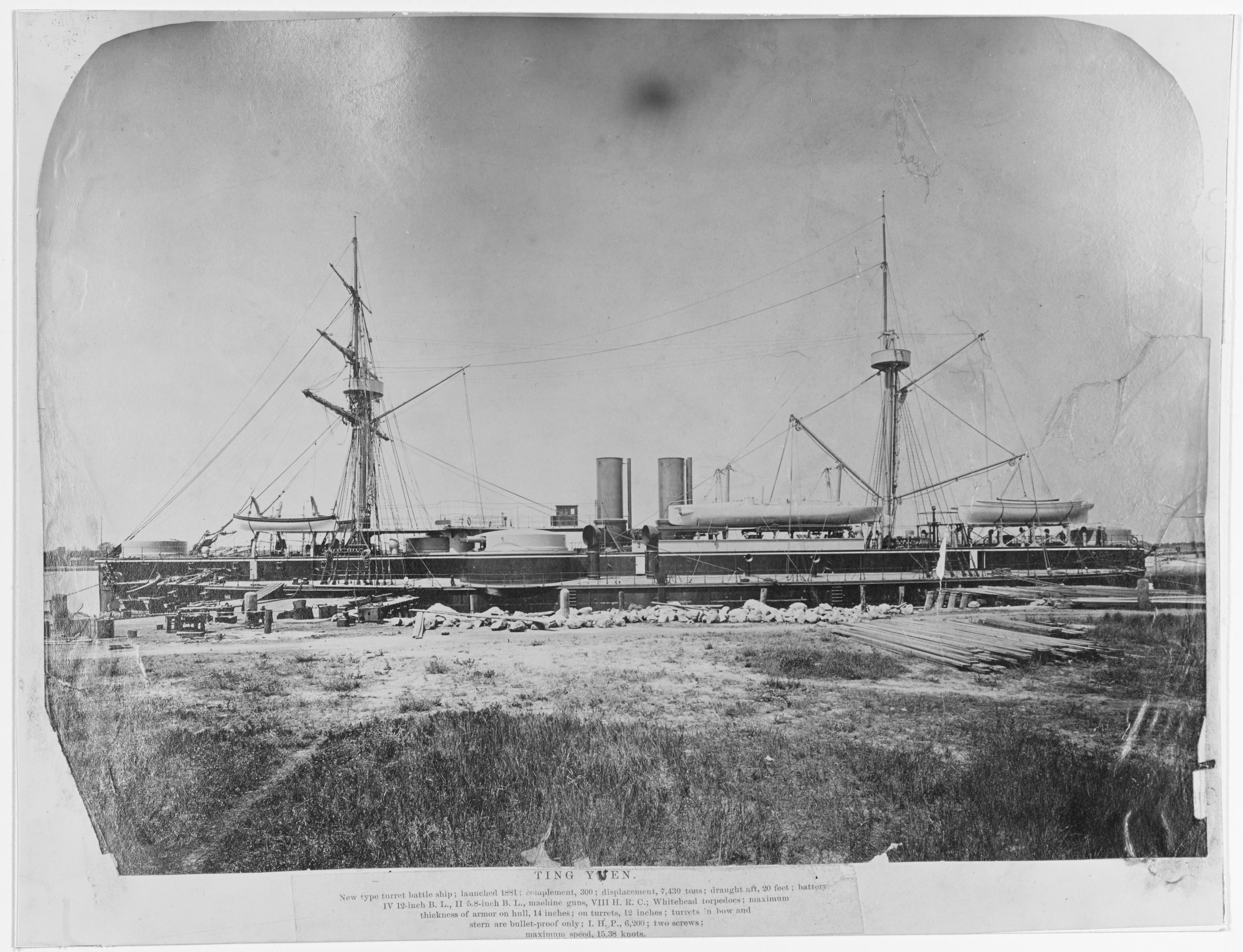
定遠T, DingyuanP
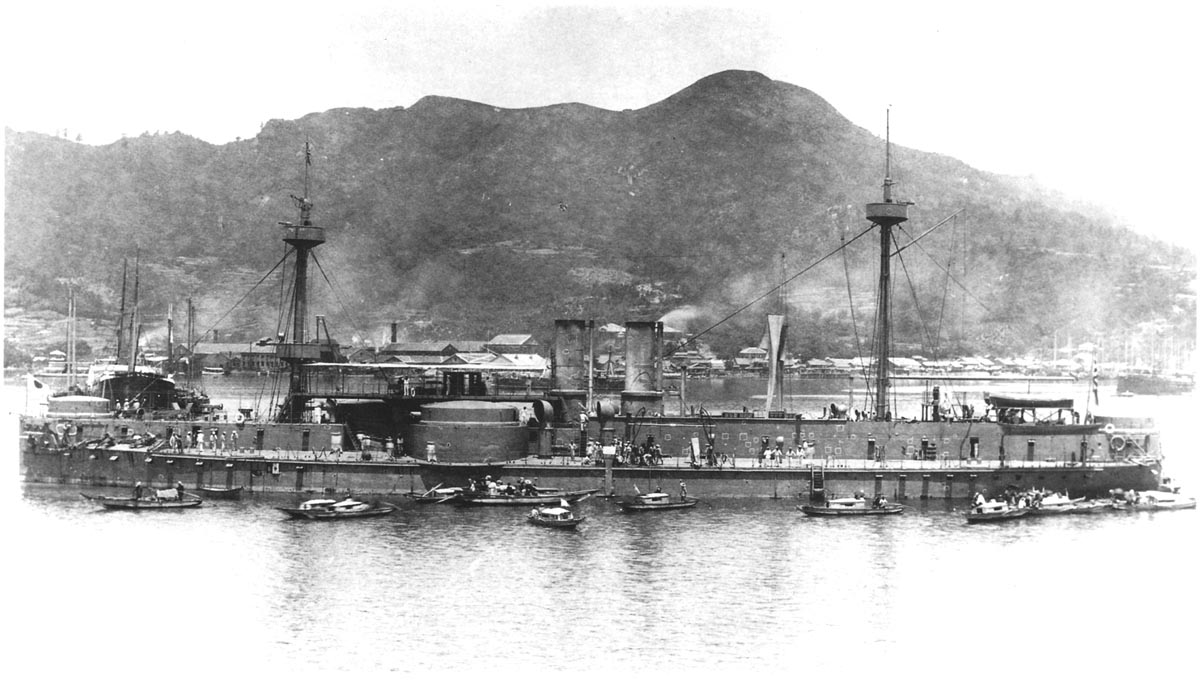
鎮遠T, ZhenyuanP
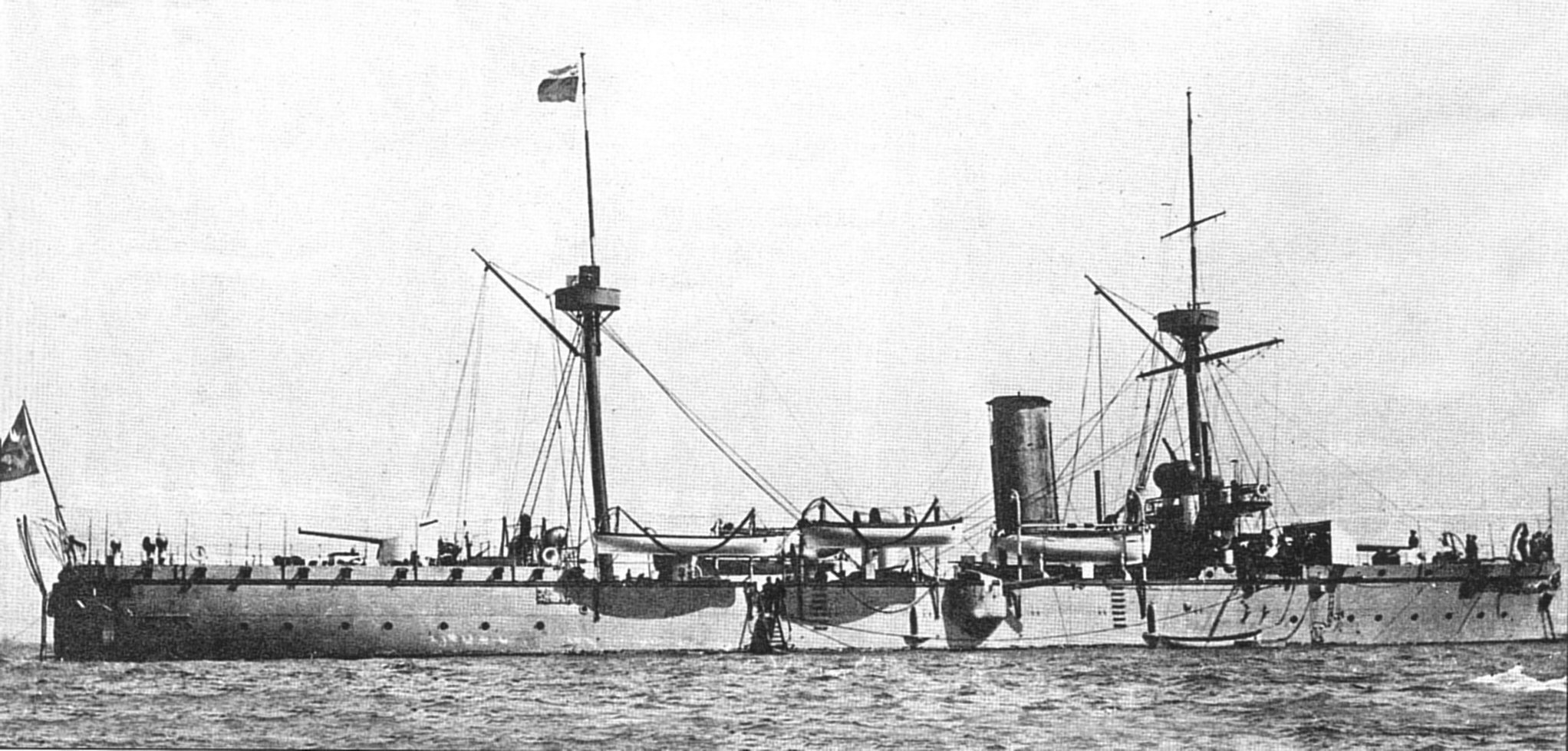
靖遠T, JingyuanP
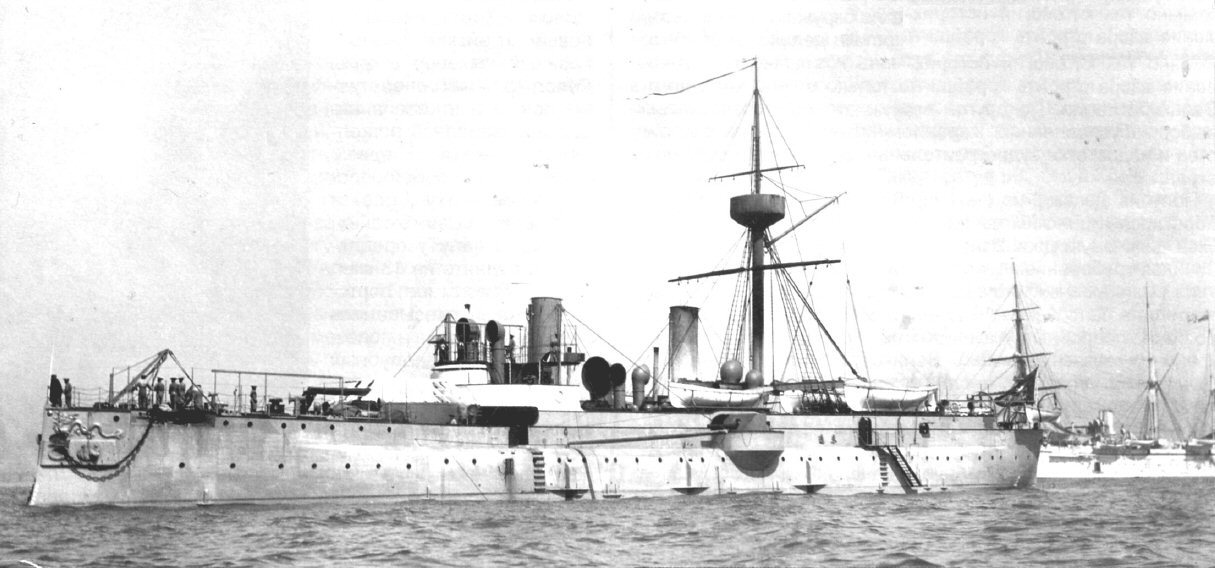
經遠T, JingyuanP
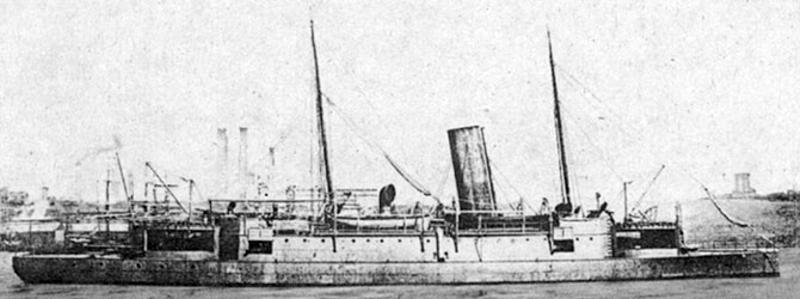
超勇T, ChaoyongP

### Fanteria di marina e personale di terra
La flotta del Pei-yang manteneva un'unità di fanteria di marina di 300 uomini, identificati dalle loro uniformi rosse che ben contrastavano con le uniformi del personale regolare di marina, bianco per l'estate e l'autunno e blu per l'inverno e la primavera. Il ruolo dei fanti di marina comprendeva anche servizio di polizia militare e i vigili del fuoco, oltre alla loro precipua mansione di guerra anfibia.
La fanteria di marina della Pei-yang partecipò alle operazioni nella Prima guerra sino-giapponese, quando tentò (inutilmente) di riconquistare il forte Nanbang dopo che fu attaccato dalle forze giapponesi il giorno di Natale del 1895 e cadde il 29 dicembre 1895.

## Servizio

### Guerra sino-francese (1884–1885)
La flotta del Pei-yang fece molta attenzione a rimanere fuori dalla portata della Squadra dell'Estremo Oriente (fr. Division navale d'Extrême-Orient) dell'ammiraglio Amédée Courbet durante la Guerra sino-francese. Tuttavia, ebbe un posto di rilievo nei calcoli del governo francese tra il 1883 e il 1885. La flotta del Pei-yang avrebbe dovuto prendere in consegna all'inizio del 1884 la Dingyuan, la Jiyuan e la Zhenyuan, tre moderne navi da guerra allora in costruzione nei cantieri navali tedeschi. Nel dicembre 1883, poiché la guerra con la Cina sembrava sempre più probabile, i francesi convinsero il governo tedesco a ritardare il rilascio delle tre navi che non giunsero in Cina prima all'autunno 1885, quando la guerra era ormai stata chiusa dal Trattato di Tientsin.
Alla fine di giugno 1884, quando giunse la notizia dell'imboscata di Bắc Lệ (23-24 giugno), l'ammiraglio francese Sébastien Lespès, comandante della Divisione navale dell'Estremo Oriente, stava navigando al largo di Che-foo nel Mare di Bohai con le navi da guerra francesi La Galissonnière, Triomphante, Volta e Lutin, mentre la flotta del Pei-yang era all'ancora nel porto di Che-foo. Sebbene la guerra fosse chiaramente imminente, Francia e Cina erano allora formalmente ancora in pace e a Lespès fu proibito d'attaccare le navi di Li Hongzhang mentre s'attendeva l'esito degli sforzi diplomatici per risolvere la crisi. Il 3 luglio, il comandante della flotta del Pei-yang, l'ammiraglio Ding Ruchang, ritirò le sue navi da Che-foo a Pei-ho, dove una solida sbarra attraverso il porto le proteggeva dalle navi francesi. La Pei-yang rimase a Pei-ho quasi completamente inattiva durante le successive fasi dello scontro sino-francese.

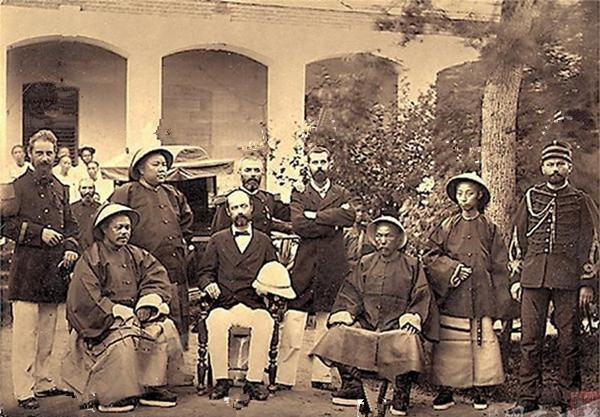
Li Hongzhang e Jules Patenôtre dopo la firma del Trattato di Tientsin (1885).

Nel febbraio 1885, la flotta del Pei-yang rilasciò con riluttanza due delle sue navi, la Chaoyong e la Yangwei, per unirsi a una sortita lanciata da un certo numero di navi della flotta del Nanyang per rompere il blocco del Corps expéditionnaire de Formose di Jacques Duchesne su Formosa. Le due navi salparono per Shanghai per unirsi alle navi della Nanyang ma furono quasi immediatamente richiamate da Li Hongzhang con la motivazione ch'erano necessarie per sorvegliare i giapponesi in Corea. Il risultato fu la perdita di due navi da guerra cinesi della flotta del Nanyang, rimasta a fronteggiare i francesi con le sue sole, insufficienti forze, nella battaglia di Shipu (14 febbraio 1885).
Seppur le preoccupazioni coreane di Li Hongzhang fossero sensate, essendosi i francesi abboccati con il Giappone, interessato ad attaccare la Corea ma a quel tempo spaventato dalla crescente potenza militare cinese, subito dopo la sconfitta loro inflitta nella battaglia di Cầu Giấy (19 maggio 1883) dall'Esercito della bandiera nera, la realtà dei fatti fu che il viceré dello Zhili non considerò mai la possibilità di privarsi delle proprie imbarcazioni in favore della Nanyang a causa di rivalità tra le due flotte/fazioni che si protendevano fino alle sfere di governo. Addirittura, l'accademia di Tianjin richiamò un numero di potenziali marinai, anziché destinarli alla flotta meridionale. Come ulteriore smacco alla flotta del Nanyang, fu proprio Li Hongzhang a firmare per parte cinese il trattato di Tientsin nel giugno del 1885. L'atteggiamento egoista di Li non fu né dimenticato né perdonato e, nella successiva guerra con i giapponesi, la flotta del Nanyang ebbe modo di vendicarsi non supportando la flotta del Pei-yang contro la flotta imperiale giapponese.

### Prima guerra sino-giapponese (1894–1895)
L'8 giugno del 1894, la marina imperiale giapponese sbarcò delle truppe in Corea profittando dei torbidi causati dalla rivolta contadina di Donghak, nonostante le proteste cinesi e britanniche. Nelle settimane successive, Tokyo spostò altre truppe nella Penisola e concentrò lungo le sue coste praticamente tutta la flotta. La prima guerra sino-giapponese venne dichiarata ufficialmente il 1º agosto 1894, sebbene si fossero già verificati combattimenti: es. a fine luglio, navi nipponiche avevano attaccato con successo la Jiyuan e le cannoniere Kwang-yi e Tsao-kiang al largo dell'isola Pungdo, atto che di per sé stesso equivalse per l'ammiraglio Ding ad una dichiarazione di guerra e lo spinse a salpare per la Corea il 26 luglio! L'Esercito imperiale giapponese sconfisse il male equipaggiato Corpo d'armata del Pei-yang nella battaglia di Pyongyang (15 settembre) e si spinse rapidamente a nord, nella Manciuria, mentre Ding, ingannato da un paio d'incrociatori giapponesi avvistati al largo di Weihaiwei, spostava inutilmente avanti e indietro la Pei-yang tra la Corea e lo Shandong.

Il 17 settembre, la flotta nipponica al comando di Itō Sukeyuki, forte di 8 moderni incrociatori protetti, ingaggiò di sorpresa la flotta di Ding al largo della foce dello Yalu, ove la Pei-yang stava supportando l'allestimento del nuovo fronte per l'esercito Qing in ritirata. I cinesi persero 8 delle loro 12 navi e 850 uomini, contro i 90 morti e 4 navi danneggiate del nemico. La flotta del Pei-yang, umiliata, si ritirò quindi dietro le fortificazioni della base Weihaiwei, chiudendo l'accesso al Mare di Bohai. Durante il successivo inverno, i giapponesi, sbarcati nello Shandong orientale, con una ben coordinata offensiva terrestre e navale nota come battaglia di Weihaiwei (20 gennaio-12 febbraio 1895) aggirarono le difese portuali della Pei-yang, ne distrussero i porti e s'impossessarono della maggior parte delle sue navi.

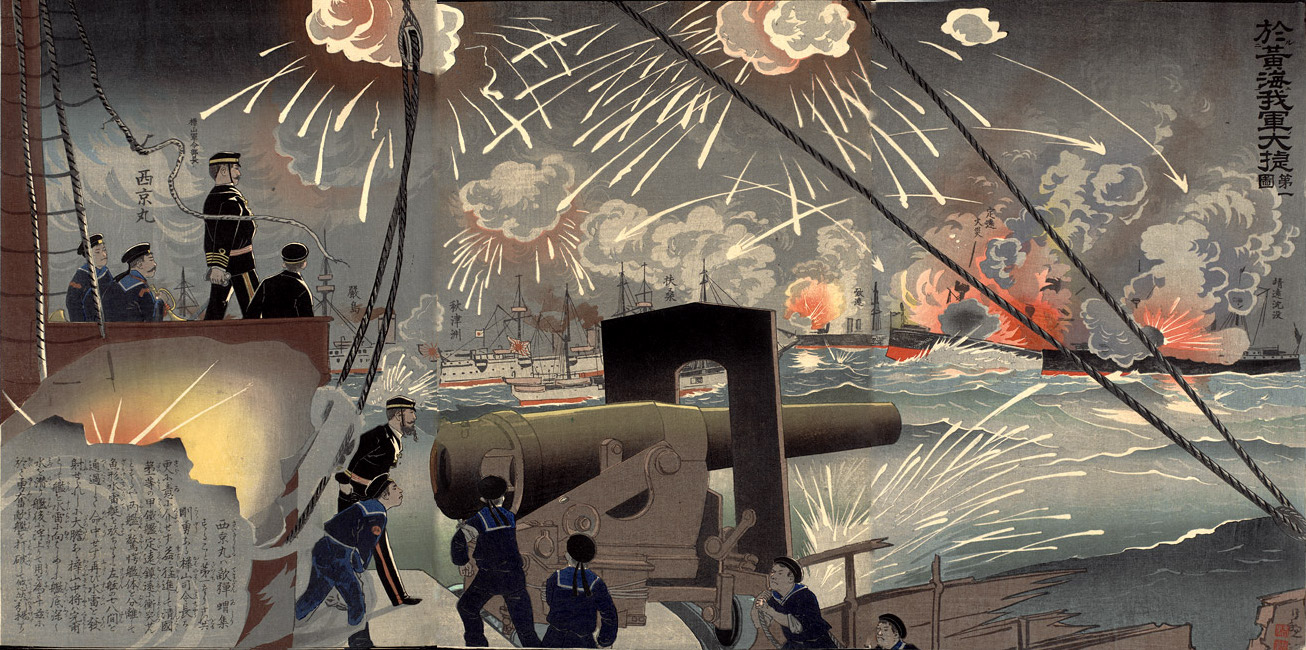
La battaglia del Mar Giallo di Kobayashi Kiyochika.

La valutazione del disastro dello Yalu non lascia dubbi sulle sue cause. La maggior parte delle navi della Pei-yang erano vecchie e obsolete, oltre che inadeguatamente mantenute, e l'indisciplina era comune tra i loro equipaggi. La maggiore armatura delle principali navi da guerra cinesi e il maggior peso delle bordate che potevano sparare erano più che compensati dal numero di cannoni a fuoco rapido sulla maggior parte delle navi da guerra giapponesi di prima linea, cosa che davano ai giapponesi un vantaggio in qualsiasi scambio prolungato di salve. La caratteristica peggiore di entrambe le corazzate cinesi era il loro armamento principale: cannoni a canna corta in barbette gemelle montate a scaglione che potevano sparare solo in archi ristretti e, in ragione della lunghezza delle canne, solo proiettili a bassa velocità alla volata e di scarsa penetrazione, imprecisi sul lungo raggio.

Tatticamente, le navi cinesi entrarono in guerra solo con le istruzioni più rozze: le navi erano assegnate a coppie designate dovevano restare insieme; tutte dovevano combattere frontalmente, evitando l'ingaggio lungo la larghezza massima, tattica dettata dalla disposizione obsoleta delle armi a bordo. L'unico simil accorgimento tattico che seguire i movimenti visibili dell'ammiraglia, una disposizione resa necessaria perché il registro dei segnali utilizzato dai cinesi era scritto in inglese, una lingua con cui pochi ufficiali della Pei-yang avevano qualsiasi familiarità!

Sebbene ben addestrati, i cinesi non erano adeguatamente addestrati all'uso dell'artiglieria, una mancanza dovuta alla grave carenza di munizioni imputabile alla massiccia corruzione: molti proiettili erano riempiti di cemento o porcellana, oppure di calibro sbagliato e non potevano essere utilizzati. Philo McGiffin, durante il servizio presso la Pei-yang, osservò che molte delle cariche di polvere da sparo erano «vecchie di tredici anni e rovinata.» Le poche munizioni a disposizione erano quindi preservate per le vere battaglie e il l'addestramento all'uso delle stesse era effettuato raramente. Per questo motivo Li Hongzhang voleva ritardare lo scontro con la flotta giapponese: per concedere ai suoi più tempo per equipaggiare le navi con munizioni aggiuntive. Tuttavia, la Corte lo definì un codardo e la sua raccomandazione fu respinta.

In ultima analisi, la flotta del Pei-yang era più grande e armata con cannoni più grandi ma la flotta imperiale giapponese era molto più veloce, avvantaggiata in uno scontro in mare aperto come avvenne allo Yalu.

## Vessilli

Bandiera dell'Ammiraglio della Flotta della Pei-yang.
Bandiera del Comandante in capo provinciale della Pei-yang.
Bandiera del Comandante di squadra della Pei-yang.